# Krzyżanowice (województwo małopolskie)

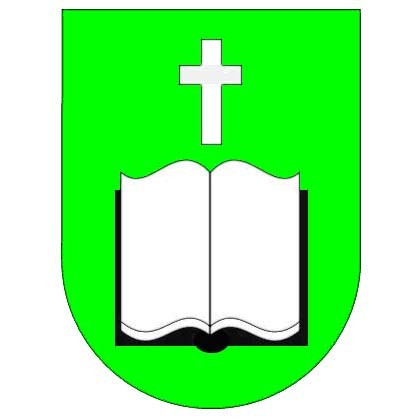
Nieoficjalny herb wsi Krzyżanowice

Krzyżanowice – wieś w Polsce, położona w województwie małopolskim, w powiecie bocheńskim, w gminie Bochnia.
Integralna część miejscowości: Pod Kościołem.

## Integralne części wsi
| SIMC    | Nazwa         | Rodzaj    |
| ------- | ------------- | --------- |
| 0812324 | Pod Kościołem | część wsi |

## Historia
Jako wieś występuje w dokumentach od 1286 roku. Od XIV wieku siedziba parafii (obecnie pod wezwaniem św. Joachima). W 1392 r. ówczesny właściciel wsi Dzierżek Momot z rodu Gryfów odsprzedał część Krzyżanowic na prawym brzegu Raby (gdzie położony był kościół) miastu Bochni. Lewobrzeżna część Krzyżanowic (nazywana Krzyżanowicami Małymi) włączona została później do sąsiednich Proszówek.
Wieś będąca własnością Bochni położona była w drugiej połowie XVI wieku w powiecie szczyrzyckim województwa krakowskiego.
Staraniem proboszcza ks. Wojciecha Biernata w Krzyżanowicach wybudowano dom parafialny, który od 27 listopada 1938 r. do wybuchu II wojny światowej stał się siedzibą Katolickiego Uniwersytetu Ludowego. Obecnie w budynku funkcjonuje jedno pomieszczenie, które służy jako sala parafialna.
We wrześniu 1939 roku w Krzyżanowicach stacjonował sztab GO „Boruta”.
W latach 1975–1998 miejscowość administracyjnie należała do województwa tarnowskiego.

## Zabytki
Obiekty wpisane do rejestru zabytków nieruchomych województwa małopolskiego.
- Kościół parafialny pw. św. Joachima, drewniany z 1794 roku.